# Cornufer weberi
Cornufer weberi is een kikkersoort uit de familie Ceratobatrachidae.
De soort werd voor het eerst wetenschappelijk beschreven door Karl Patterson Schmidt in 1932. Oorspronkelijk werd de wetenschappelijke naam Platymantis weberi gebruikt en onder deze naam is de kikker in veel literatuur bekend.
Schmidt verzamelde het holotype tijdens de Crane Pacific expeditie in de Salomonseilanden in april 1929. De soort is genoemd naar de ornitholoog en illustrator Walter A. Weber die ook deelnam aan deze expeditie.
Cornufer weberi komt vrij algemeen voor op de Salomonseilanden en Papoea-Nieuw-Guinea.